# Scelidomachus
Scelidomachus is een monotypisch geslacht van spinnen uit de  familie van de Palpimanidae.

## Soort
- Scelidomachus socotranus Pocock, 1899